# Ouled Moussa
Ouled Moussa là một đô thị thuộc tỉnh Boumerdès, Algérie. Dân số thời điểm năm 2002 là 26.108 người.